# دادگاه قاضی‌ها

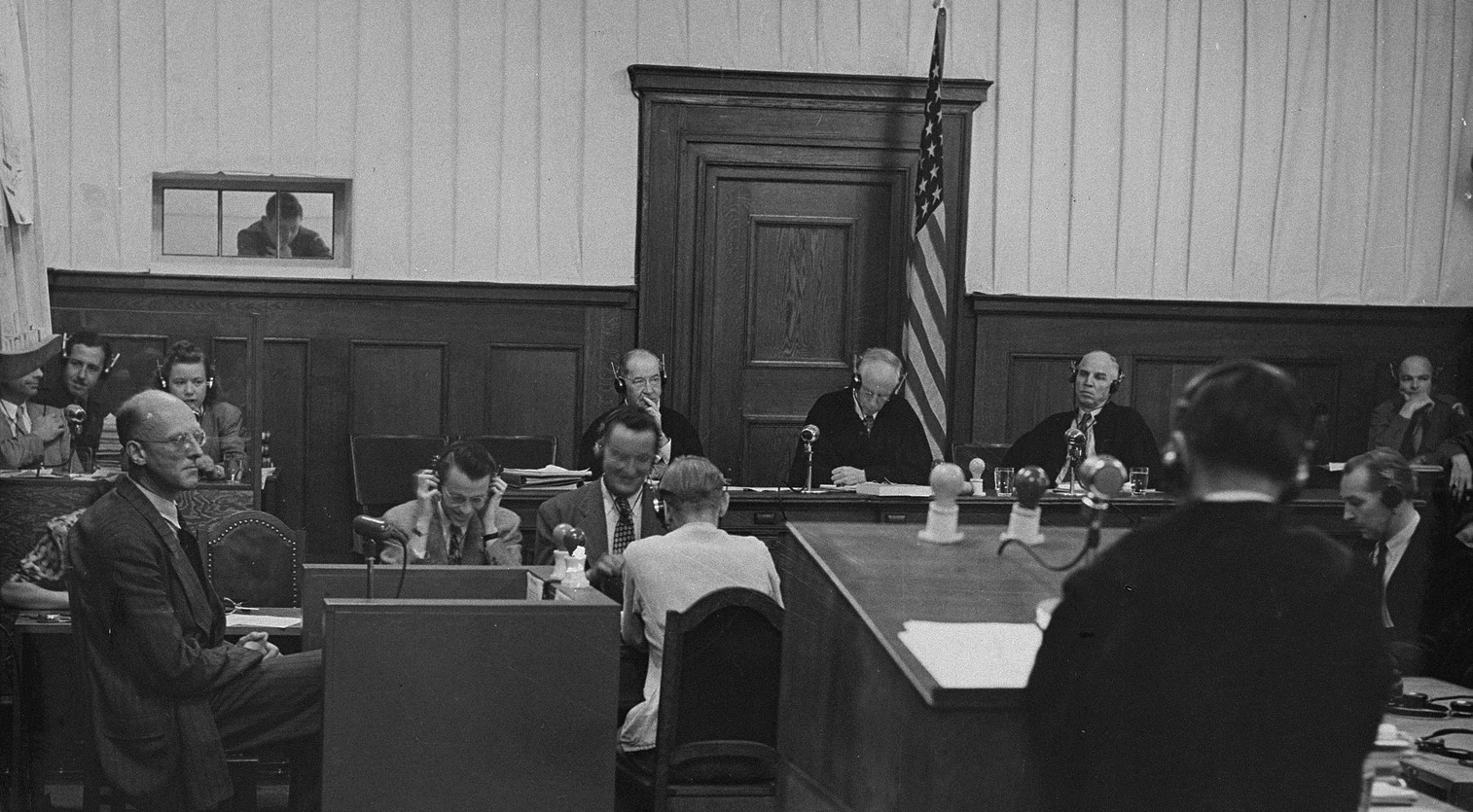
شهادت یک شاهد در دادگاه

دادگاه قاضی‌ها (انگلیسی: Judges' Trial) سومین دادگاه از ۱۲ دادگاهی بود که توسط نیروهای آمریکایی در سال ۱۹۴۷ در نورنبرگ و برای رسیدگی به جنایت جنگی توسط آلمان نازی برگزار شد.
۱۶ متهم در این دادگاه حضور داشتند.از بین آن‌ها ۹ نفر از مقامات رسمی وزارت دادگستری رایش بودند و بقیه آن‌ها در دادگاه‌های خلق آلمان نازی دادستان و قاضی بودند.
ده نفر از متهمان مقصر شناخته شدند؛از این بین ۴ نفر به حبس ابد و ۶ نفر به حبس‌های با زمان متفاوت محکوم شدند.۴ نفر از هر اتهامی در این دادگاه تبرئه شدند.

## متهمان

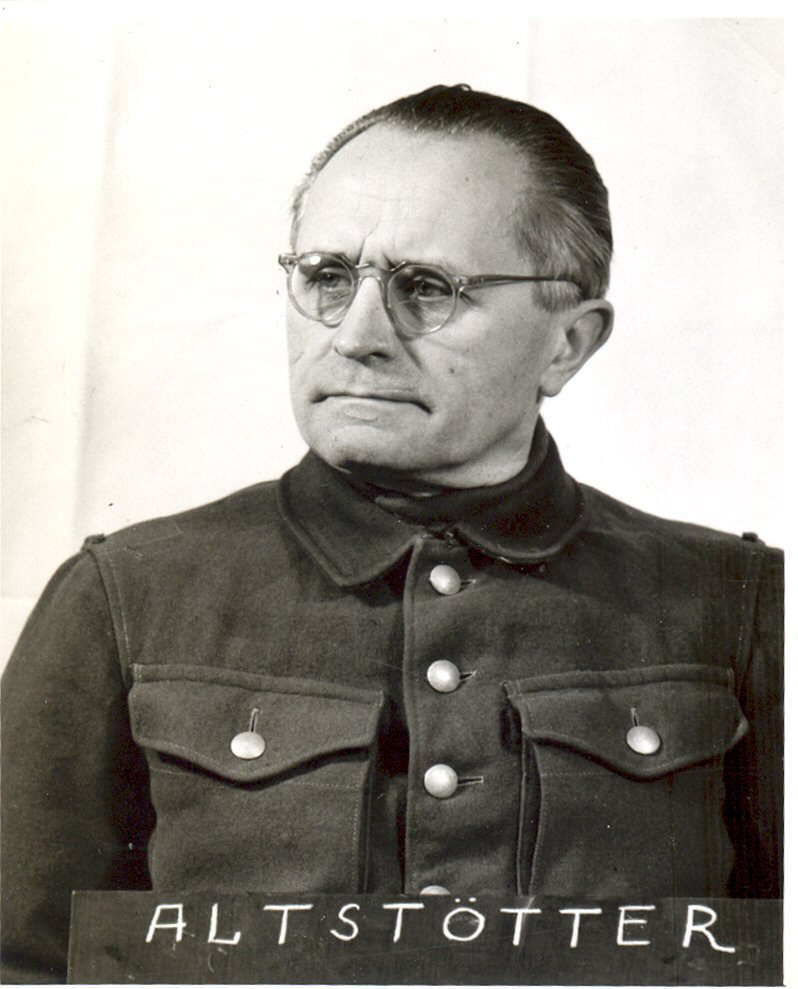
یوزف آلشتوتر
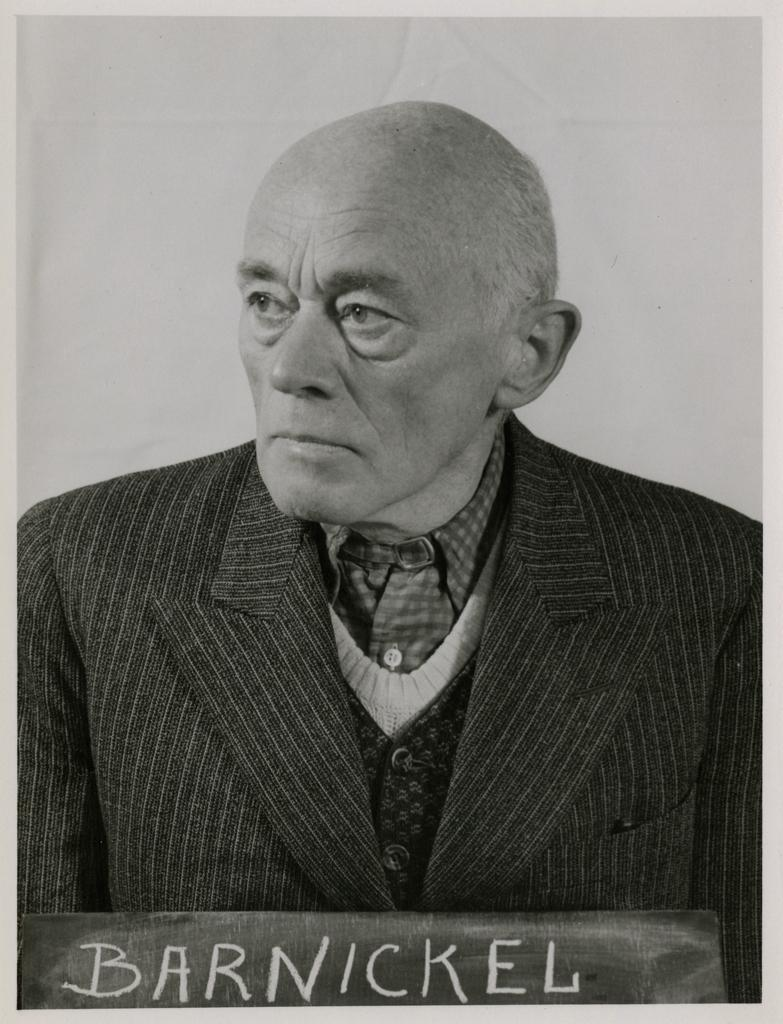
پاول بارنیکل
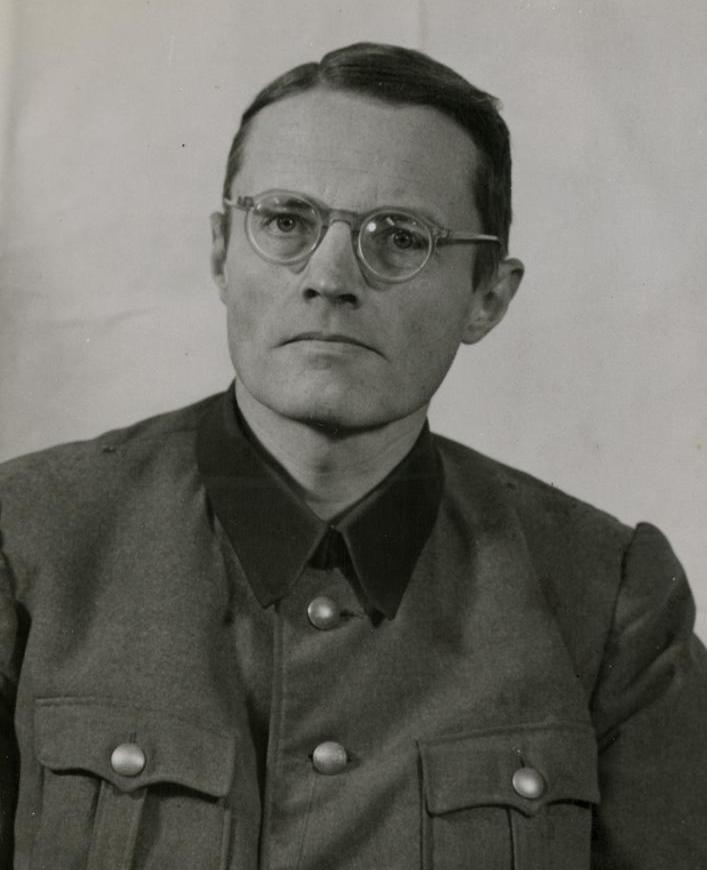
هرمان کوهورست
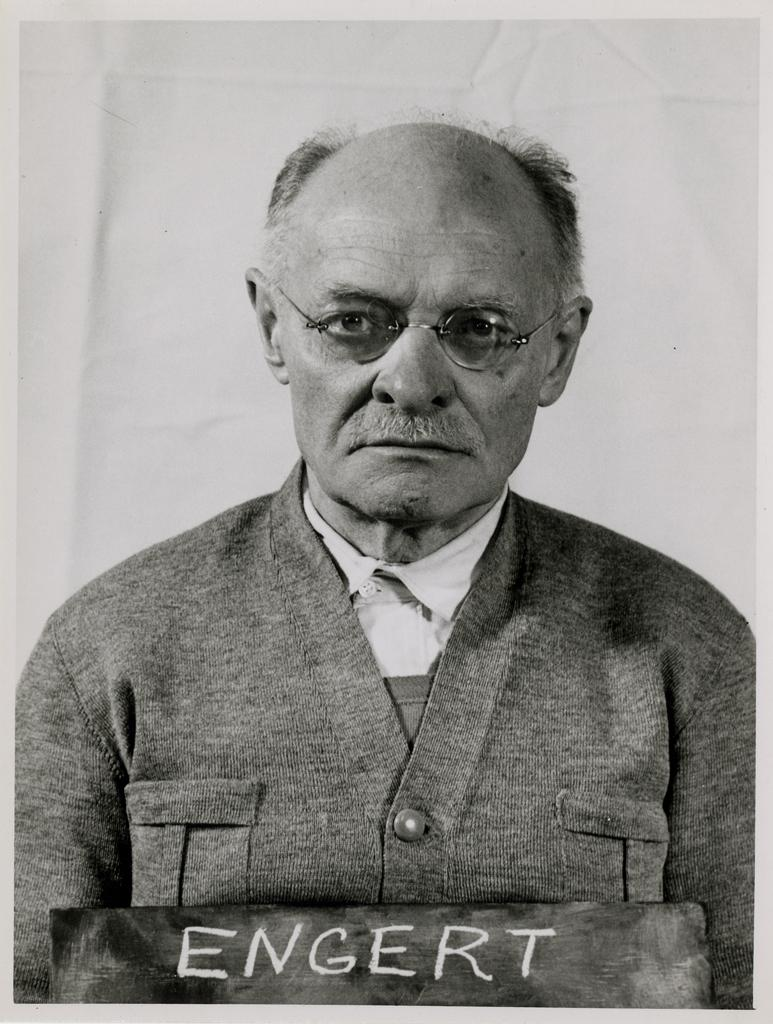
کارل انگرت
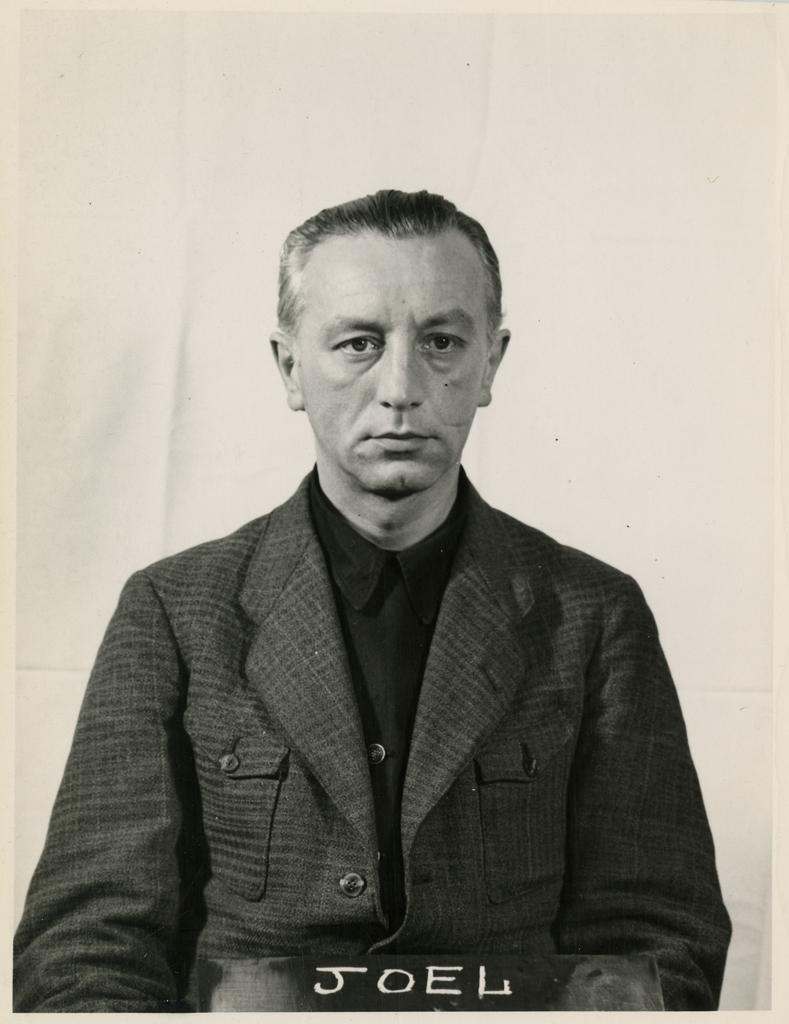
گونتر جوئل
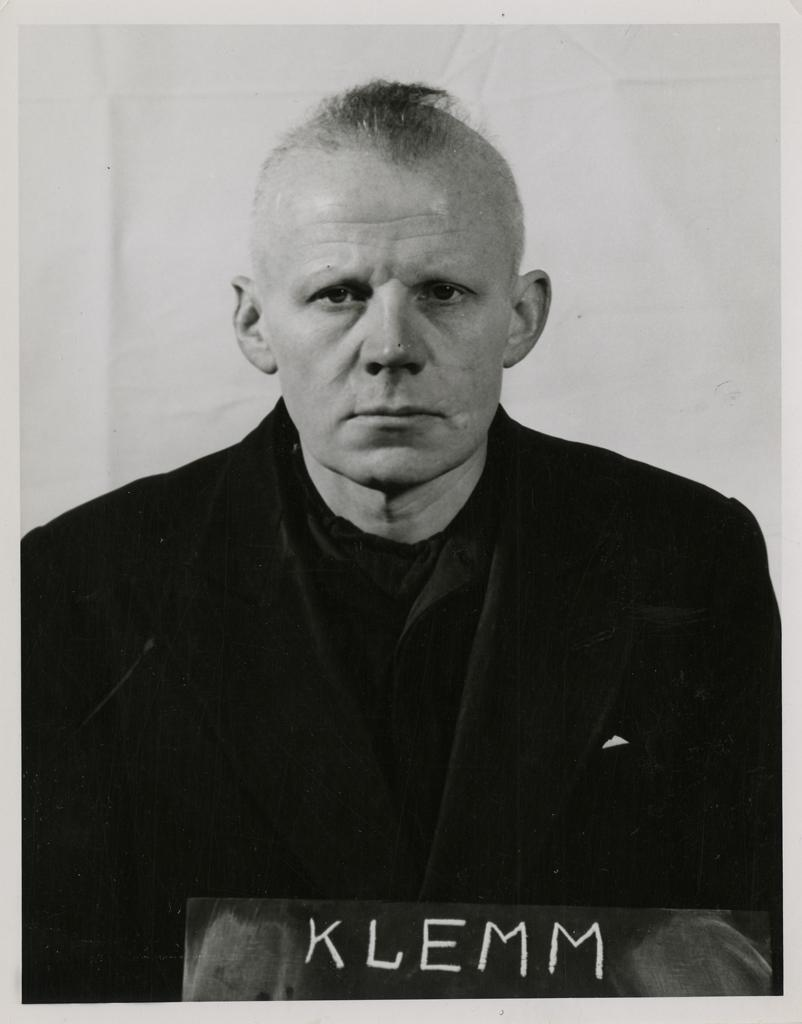
هربرت کلم
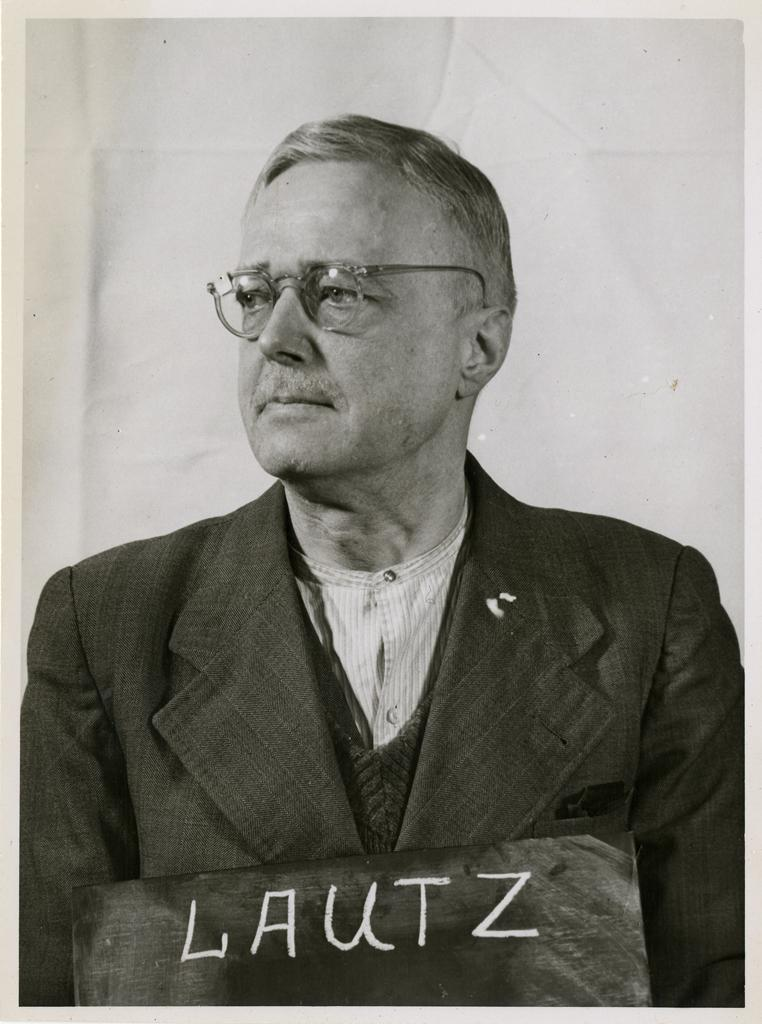
ارنست لاوتس
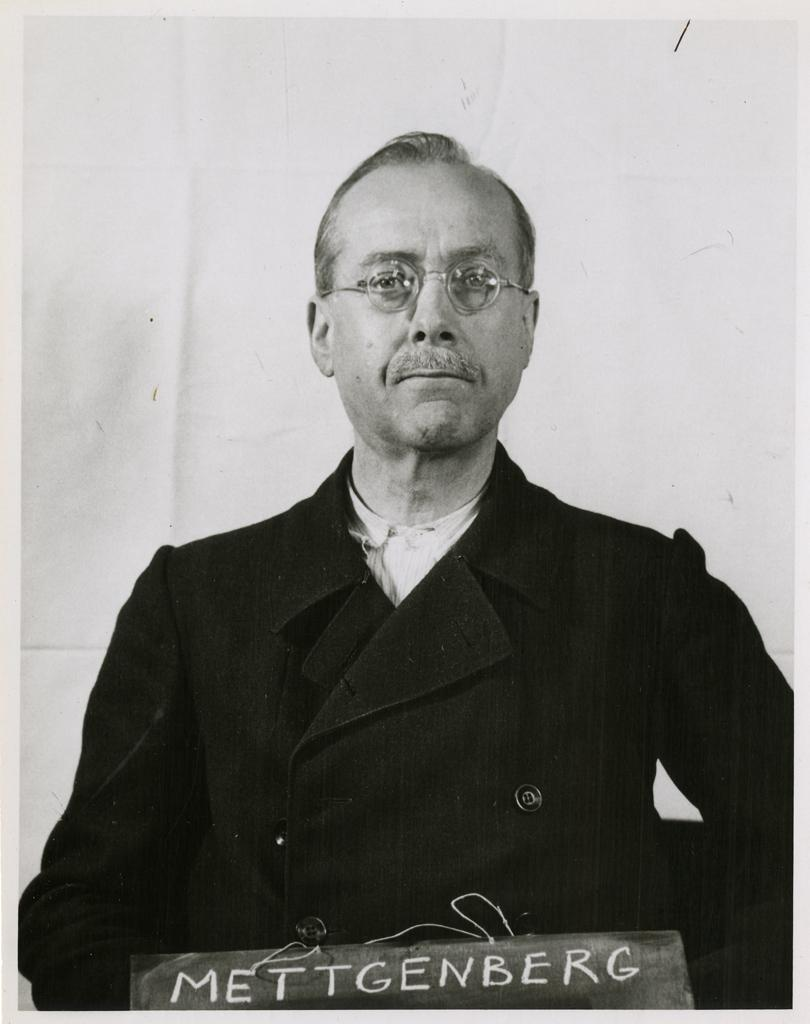
ولفگانگ متگنبرگ
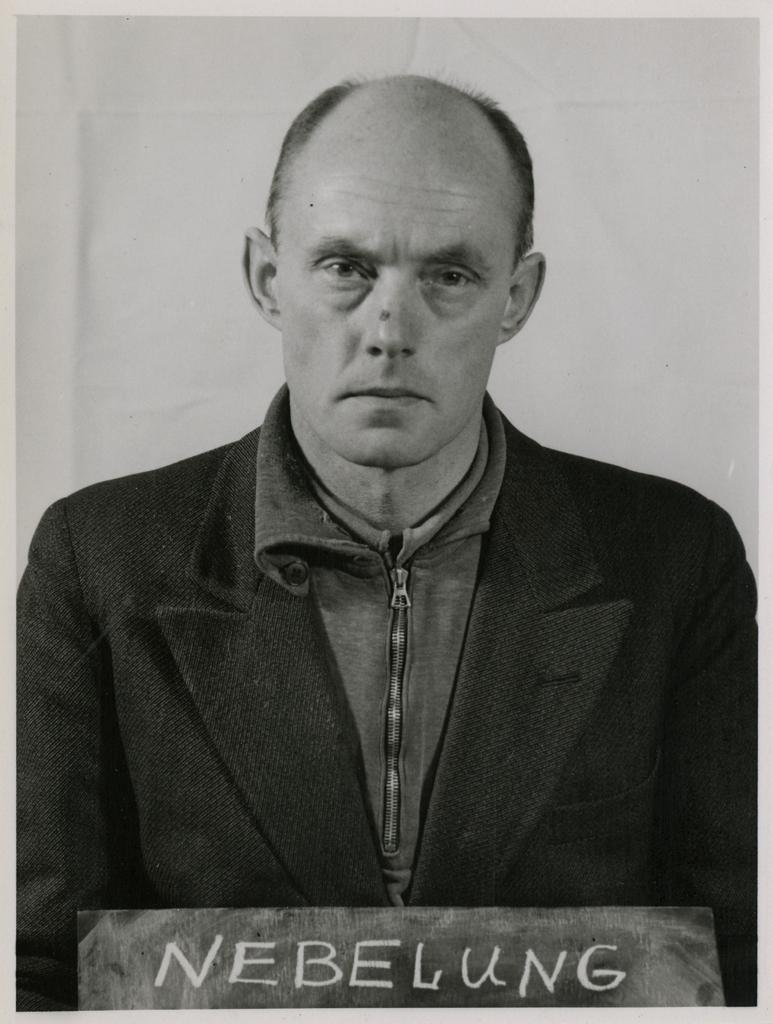
گونتر نبلونگ
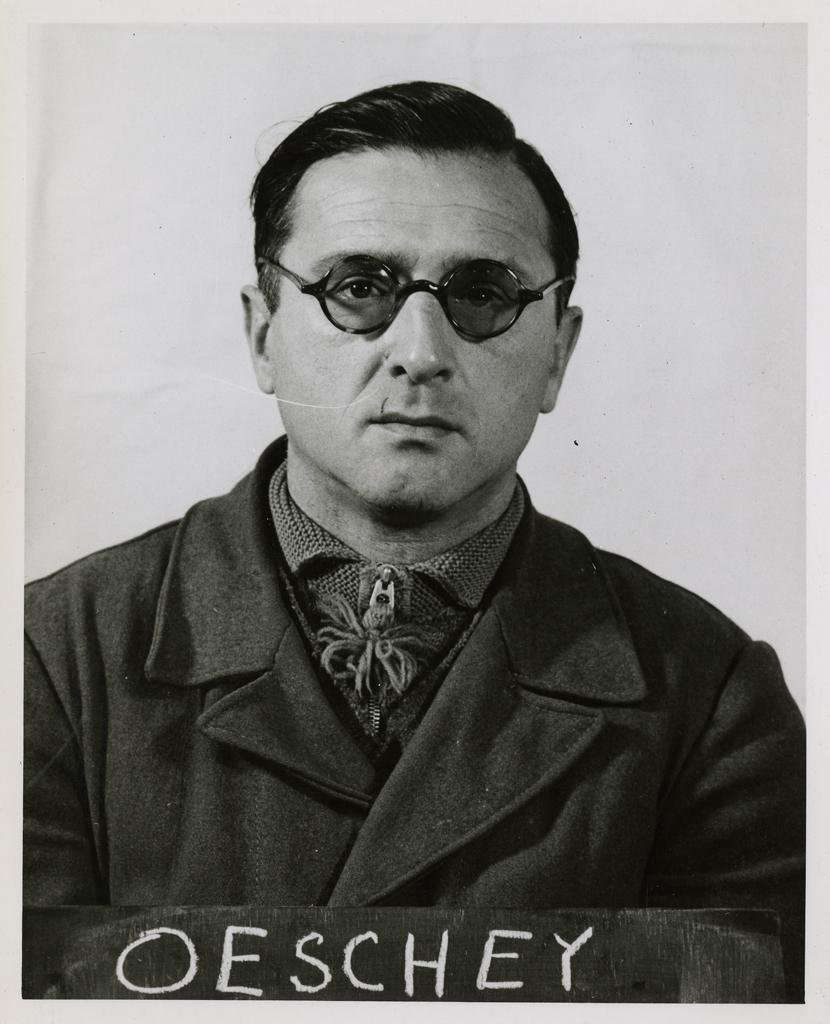
رودولف اوشی
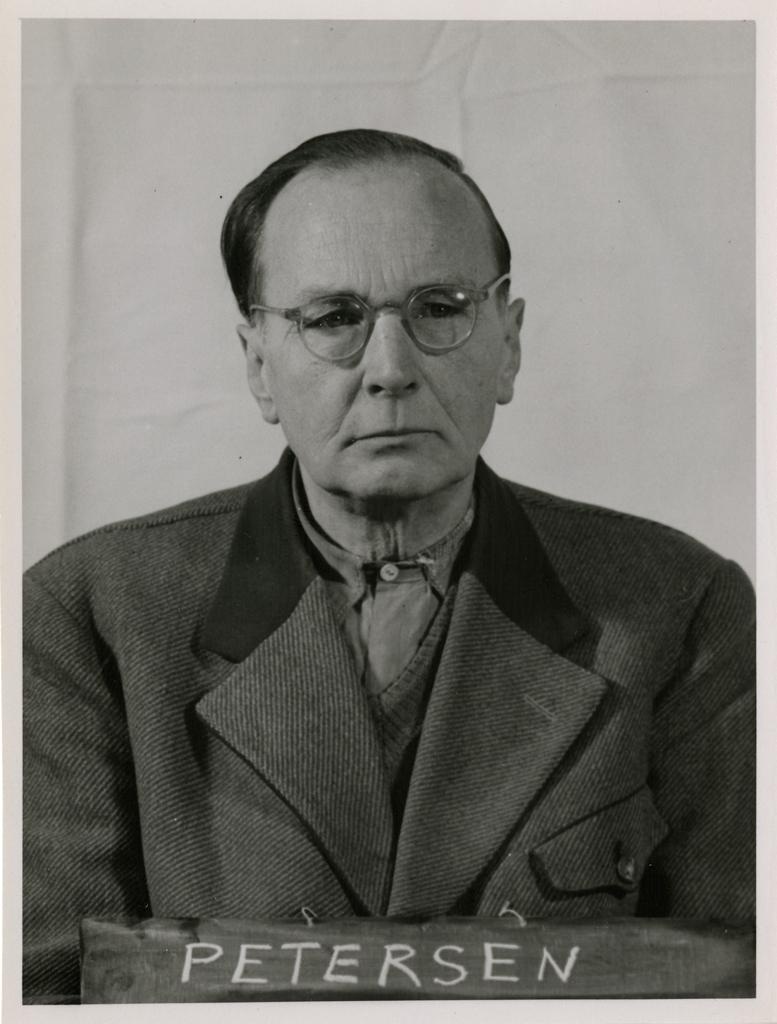
هانس پترسن
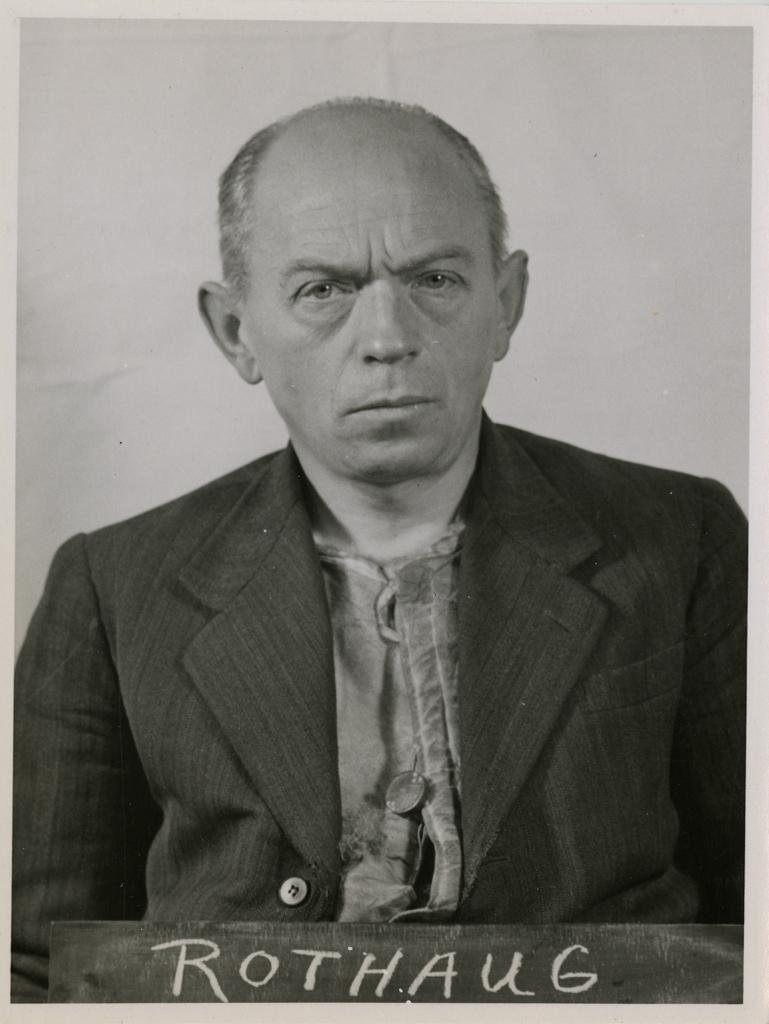
اسوالد روتهاوگ
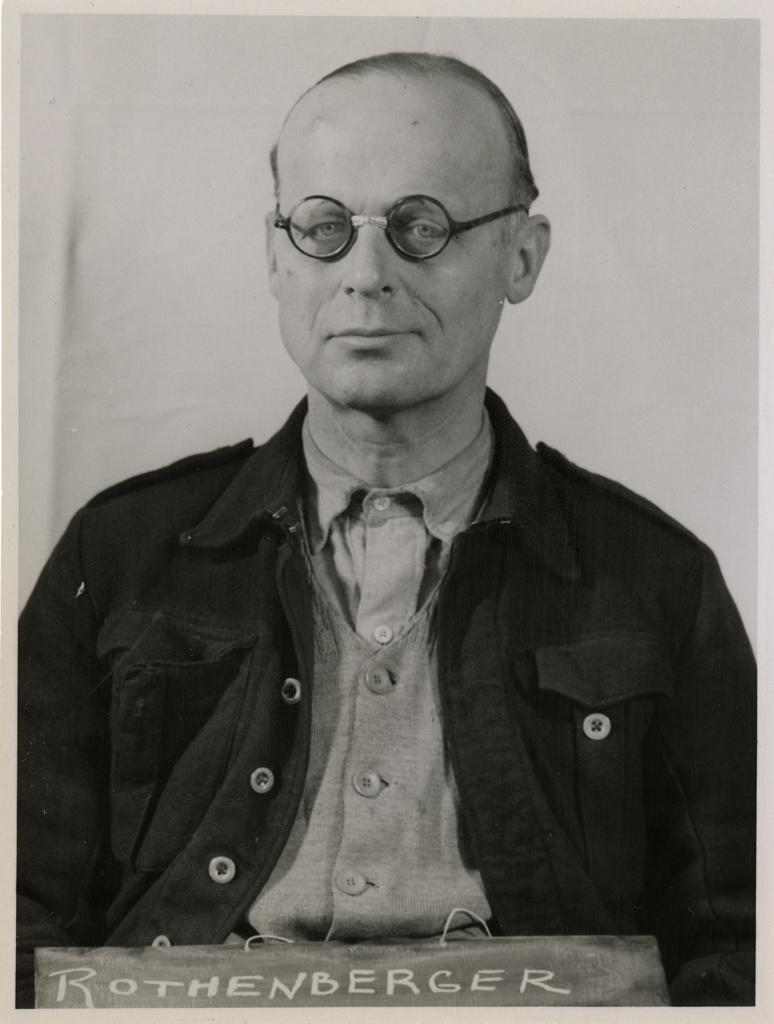
کورت روتنبرگر
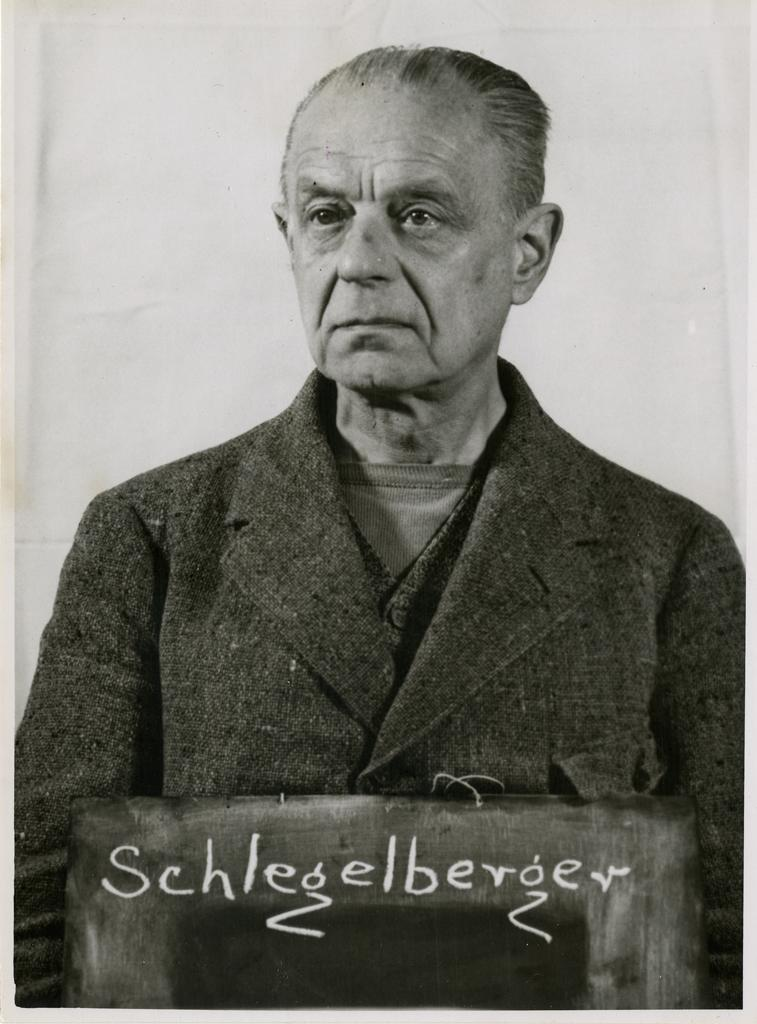
فرانتس اشلگلبرگر
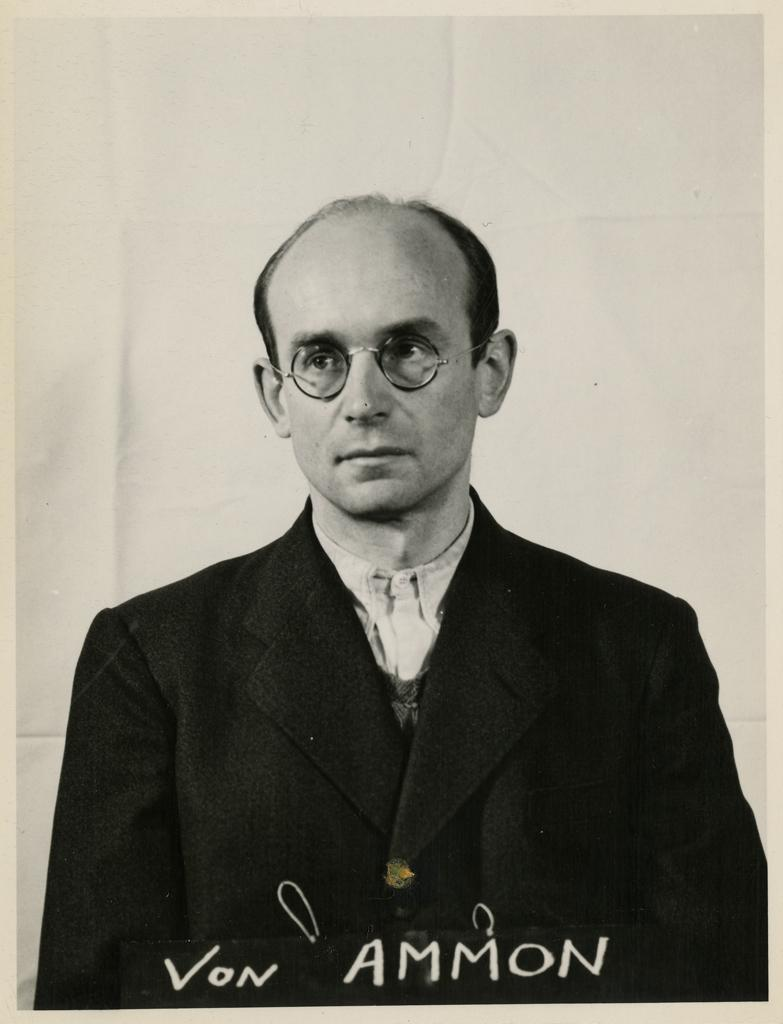
ویلهلم فون آمون